# جواو فيتور ليما غوميز
جواو فيتور ليما غوميز (بالبرتغالية: João Vitor Lima Gomes‏) (1 يونيو 1988 بماسايو في البرازيل - ) هو لاعب كرة قدم برازيلي في مركز الوسط. لعب مع غازي عنتاب سبور ونادي بالميراس ونادي بونتي بريتا ونادي فيغورينسي ونادي كريسيوما ونادي غريميو بارويري وماريليا أتلتيكو ‏.

## وصلات خارجية
- جواو فيتور ليما غوميز على موقع اتحاد تركيا (لاعب) (الإنجليزية)
- جواو فيتور ليما غوميز على موقع قاعدة بيانات كرة القدم.إي يو (الإنجليزية)
- جواو فيتور ليما غوميز على موقع Soccerway.com (الإنجليزية)
- جواو فيتور ليما غوميز على موقع عالم كرة القدم.نت (الإنجليزية)